# Battaglia di Blumenau
La battaglia di Blumenau ebbe luogo il 22 luglio 1866 tra Vienna e Bratislava, nei pressi della città di Blumenau (oggi Lamač, in Slovacchia), e fu combattuta tra la Prussia e l'Austria nell'ambito della guerra austro-prussiana. Lo scontro avvenne per l'intenzione dell'Alto Comando prussiano (in seguito alle estreme difficoltà che avrebbe provocato cingere d'assedio Vienna) di conquistare Bratislava e di occupare la Slovacchia. La battaglia rappresentò un netto successo prussiano, ma il successivo armistizio di Nikolsburg (che pose fine alla guerra) provocò la rinuncia dell'Alto Comando a marciare su Bratislava ed a conquistare la Slovacchia.